# Benton Harbor
Benton Harbor är en stad (city) i Berrien County i Michigan. Vid 2020 års folkräkning hade Benton Harbor 9 103 invånare. Orten har sitt nuvarande namn efter Thomas Hart Benton som i senaten hade stött Michigans strävanden att bli en delstat. Det ursprungliga ortnamnet Brunson Harbor hedrade Sterne Brunson som var en av ortens grundare.

## Kända personer från Benton Harbor
- Wilson Chandler, basketspelare
- Ernie Hudson, skådespelare
- Charles Moore, arkitekt
- Sinbad, skådespelare